# Franjo Zdravič
Franjo (Franc) Zdravič, slovenski zdravnik plastični kirurg, * 20. september 1919, Dolga vas pri Kočevju, † 21. december 1999, Ljubljana.

## Življenje in delo
Medicino je študiral na Medicinski fakulteti na Dunaju, v Beogradu, v Ljubljani in v Bologni, kjer je leta 1945 tudi diplomiral. Kirurško specializacijo je končal v Ljubljani (1954), ter 1971 doktoriral na Medicinski fakulteti v Ljubljani. V plastični in opeklinski kirurgiji se je izpopolnjeval na kliniki v Edinburghu in ZDA. Leta 1945 se je zaposlil na kirurški kliniki v Ljubljani in tu pomagal 1950 organizirati oddelek za plastično kirurgijo in opekline, ki je leta 1970 postal samostojna klinika.
Objavil je 39 strokovnih člankov, od tega 14 v tujih revijah, ter izdelal scenarije za 5 izvirnih medicinskih filmov.